# António Carlos da Costa Guerra
António Carlos da Costa Guerra (Leiria, Leiria, 28 de Julho de 1840/9 - Leiria, Leiria, 14 de Janeiro de 1909), 1.º Visconde da Barreira, foi um magistrado judicial, lavrador e político português.

## Família
Filho de António Maria da Costa Guerra e de sua mulher e prima Guilhermina José da Costa Guerra Gaio.

## Biografia
Bacharel em Leis, pela Faculdade de Direito da Universidade de Coimbra, e diplomado no Curso Administrativo, foi Conservador do Registo Predial da Comarca de Leiria, ingressando em seguida na Magistratura Judicial; foi Juiz de Direito e, em seguida, Juiz Auditor Administrativo do Distrito de Leiria.
Costa Guerra exerceu vários cargos de natureza administrativa e política: foi Vereador e Presidente da Câmara Municipal, bem como Administrador do Concelho de Leiria; e Presidente da primeira Junta Geral do Distrito de Leiria.
Foi ademais lavrador e grande proprietário no Concelho de Leiria.
O título de 1.º Visconde da Barreira foi-lhe concedido, em duas vidas, por Decreto de D. Carlos I de Portugal de 9 de Janeiro de 1902. Usou as Armas concedidas por D. José I de Portugal por Carta de Brasão de 15 de Setembro de 1755 a seu trisavô José Pereira da Costa Guerra: terciado em pala, a primeira da Costa, a segunda da Guerra das Astúrias e a terceira Pereira; diferença: uma brica de prata carregada de um trifólio de azul; timbre: da Costa; coroa de Visconde.

## Casamento e descendência
Casou em Leiria, Leiria, em 1866 com Carolina Amélia da Silva Marques (Leiria, Leiria - Leiria, Leiria, 11 de Abril de 1932), filha de António Correia da Silva Marques e de sua mulher Brígida Ernestina Giffenig Ribeiro da Silva, com geração. Por esta ligação matrimonial ficou a família Pereira da Costa Guerra tendo como ascendente  uma irmã de D. Frei Patrício da Silva, 7.º Cardeal-Patriarca de Lisboa.